# Symbol giełdowy
Symbol giełdowy – krótki, kilkuznakowy kod służący do jednoznacznej identyfikacji akcji danej spółki akcyjnej na określonej giełdzie. Symbol giełdowy może składać się z liter, cyfr lub kombinacji obu tych znaków.

## Historia
Symbol giełdowy został wynaleziony przez Edwarda Calahana, operatora telegrafu, który pracował dla nowojorskiej giełdy papierów wartościowych (NYSE). Calahan opracował symbol giełdowy w 1867 roku jako sposób na szybkie i dokładne przesyłanie cen akcji przez linie telegraficzne.
Początkowo symbol giełdowy składał się z dwóch liter (reprezentujących nazwę firmy), po których następowała liczba reprezentująca ilość akcji będących przedmiotem obrotu. Symbol giełdowy był przesyłany telegrafem i wyświetlany na automatach taśmowych używanych do śledzenia cen akcji w czasie zbliżonym do rzeczywistego.
Wynalazek Calahana zrewolucjonizował sposób raportowania cen akcji i pomógł uczynić giełdę papierów wartościowych bardziej wydajną i przejrzystą. Pierwszy symbol giełdowy został użyty 15 listopada 1867 r. do identyfikacji akcji Union Pacific Railroad i zgodnie z zasadą składał się z dwóch liter (UP) oraz liczby akcji.
Wraz ze wzrostem liczby spółek notowanych na amerykańskiej giełdzie i papierów wartościowych, NYSE rozszerzyła użycie symboli giełdowych dla spółek, wprowadzając trzy litery w latach dwudziestych ubiegłego stulecia i cztery litery w latach pięćdziesiątych. Obecnie symbole giełdowe są używane przez większość giełd papierów wartościowych na całym świecie i składają się z maksymalnie pięciu liter.

## Konstrukcja symbolu giełdowego
Przydział symboli i konwencje formatowania są specyficzne dla każdej giełdy. Na przykład w Stanach Zjednoczonych symbole giełdowe mają od 1 do 5 liter i w miarę możliwości przedstawiają nazwę firmy. Na przykład akcje amerykańskiej firmy technologicznej Amazon.com Inc. notowane na giełdzie NASDAQ mają symbol AMZN, podczas gdy akcje firmy motoryzacyjnej Ford, które są przedmiotem obrotu na giełdzie nowojorskiej NYSE, mają jednolity symbol F.
W Polsce używa się trzyliterowych kodów. Na przykład firma z branży gamingowej CD Projekt notowana na GPW w Warszawie ma symbol giełdowy CDR, a sieć sklepów spożywczo-przemysłowych Dino określana jest symbolem DNP.
Aby uniknąć problemów podczas używania alfabetu innego niż łaciński i zapewnić inwestorom zagranicznym czytelność symboli, w Azji do konstrukcji symboli giełdowych używa się liczb. Na przykład akcje firmy telekomunikacyjnej China Mobile notowane na giełdzie w Hongkongu mają symbol giełdowy 0941, a przedsiębiorstwo informatyczne Lenovo określane jest symbolem 0992.

## Interpretacja symbolu giełdowego
Oprócz identyfikacji określonych papierów wartościowych symbole giełdowe stały się również ważną częścią finansowego brandingu i marketingu. Wiele firm wybiera symbole giełdowe, które są łatwe do zapamiętania lub mają jakiś związek z ich działalnością lub marką.
AT&T (wcześniej American Telephone and Telegraph Compan) przyjęła jednoliterowy symbol giełdowy „T” aby na Wall Street wzbudzić jednoznaczne skojarzenie z telefonem. Belgijski browar AB InBev, producent piwa Budweiser, używa w Stanach Zjednoczonych symbolu BUD symbolizującego jego główny produkt handlowy. Petco, producent karm oraz sieć sklepów sprzedaży artykułów dla zwierząt, używa symbolu WOOF nawiązującego do dźwięku szczekania przez psy. Yamana Gold, spółka górnicza zajmująca się wydobyciem metali szlachetnych, używa symbolu AUY, ponieważ w układzie okresowym pierwiastków „Au” jest symbolem złota.

## Zmiana symbolu przez spółkę
Przedsiębiorstwo może zmienić swój symbol giełdowy. Firmy mogą decydować o zmianie swojego symbolu z różnych powodów, takich jak fuzje, przejęcia, zmiana nazwy firmy lub rebranding. Na przykład przed fuzją z Mobil Oil w 1999 r., Exxon używał fonetycznej pisowni firmy XON jako swojego symbolu giełdowego. Po zrealizowanej fuzji, symbolem giełdowym firmy ExxonMobil został XOM, aby lepiej odzwierciedlić harmonizację marek.
W przypadku gdy firma ogłasza upadłość lub decyduje o wycofaniu się z giełdy, jej symbol giełdowy może zostać uwolniony i ponownie wykorzystany przez inną firmę. W Stanach Zjednoczonych jednoliterowe symbole są szczególnie poszukiwane jako tzw. symbole próżności (ang. vanity symbol). Na przykład od marca 2008 r. Visa Inc. używa symbolu V, który był wcześniej używany przez firmę Vivendi, która wycofała go z obrotu i zrezygnowała z tego symbolu.

## Symbol giełdowy w odniesieniu do lokalizacji i giełdy notowań
Dana spółka giełdowa może być określana poprzez różne symbole giełdowe w zależności od giełdy i kraju notowań. Znaną międzynarodową spółką notowaną na kilku giełdach jest Microsoft Corporation, który na amerykańskiej giełdzie NASDAQ określony jest symbolem MSFT, a na europejskich parkietach notowany jest pod symbolem MSF.
Aby w pełni zidentyfikować konkretne akcje, należy znać zarówno symbol giełdowy, jak i giełdę lub kraj notowań. W wielu platformach umożliwiających handel akcjami oba muszą być określone, aby wybrać dany papier wartościowy. Często odbywa się to poprzez dołączenie skrótowej nazwy lokalizacji do nazwy symbolu giełdowego. Przykładowo, symbole giełdowe telekomunikacyjnej spółki Vodafone Group z uwzględnieniem kraju lub giełdy wyglądają następująco:
- VOD.O, VOD:US na giełdzie NASDAQ w USA
- VOD.L, VOD.LN na giełdzie London Stock Exchange w Wielkiej Brytanii
- VOD.SI, VOD:SP na giełdzie Stock Exchange of Singapore w Singapurze

Różnice w nazwach symboli giełdowych wynikają również ze stosowania odmiennych praktyk przez serwisy finansowe takie jak Reuters, Bloomberg i Yahoo Finance dla oznaczania konkretnych rynków giełdowych oraz lokalizacji. Te same akcje Vodafone Group notowane na londyńskiej giełdzie w serwisie Reuters prezentowane są jako VOD.L, a w serwisie Bloomberg jako VOD.LN.

## Inne symbole giełdowe

### Symbole indeksów giełdowych
Podczas gdy zwykle symbol giełdowy identyfikuje papier wartościowy, którym można handlować, indeksom giełdowym przypisuje się symbol, mimo że generalnie sam indeks nie jest elementem transakcji. Symbole indeksów giełdowych są zwykle rozróżniane przez dodanie znaku interpunkcyjnego przed nazwą, takiego jak kropka (.). Reuters wymienia indeks WIG20 pod symbolem.WIG20.

### Symbole giełdowe ETF
Symbole giełdowe ETF (Exchange-Traded Funds) różnią się nieco od symboli giełdowych akcji pod względem konstrukcji i interpretacji. W Stanach Zjednoczonych, symbole giełdowe akcji składają się od jednego do pięciu znaków, podczas gdy ETF-y mają konstrukcję trzy- lub czteroliterową.
W przypadku symboli giełdowych akcji, inwestorzy mogą łatwo zidentyfikować konkretną spółkę. Symbole giełdowe ETF są bardziej ogólne i nie dostarczają bezpośrednio informacji na temat branży czy nazw spółek wchodzących w skład portfolio. Inwestorzy muszą korzystać z innych źródeł informacji, takich jak opisy ETF lub kod ISIN, aby uzyskać szczegółowe dane na temat danego ETF.

## Uzupełniające identyfikatory giełdowe
Symbol giełdowy nie zapewnia unikalności na poziomie globalnym, gdyż jest określony w odniesieniu do giełdy na której notowane są akcje. Ograniczenia tego typu spowodowały powstanie bardziej wszechstronnego kodu o nazwie Międzynarodowy Numer Identyfikacyjny Papierów Wartościowych (ISIN) gwarantującego precyzyjność identyfikacji instrumentów finansowych na międzynarodowym rynku.
Struktura kodu ISIN zdefiniowana jest w normie ISO 6166. Papiery wartościowe, dla których wydawane są kody ISIN, obejmują między innymi akcje, etfy, obligacje skarbowe, bony skarbowe, notowane prawa poboru. Kod ISIN to 12-znakowy kod alfanumeryczny, który nie zawiera informacji charakteryzujących instrumenty finansowe, lecz służy do jednolitej identyfikacji papieru wartościowego w obrocie i rozrachunku.
Kod ISIN identyfikuje papier wartościowy, a nie giełdę, na której jest przedmiotem obrotu, dlatego nie zastępuje symbolu giełdowego. Na przykład akcje Mercedes Benz Group AG notowane na różnych giełdach na całym świecie, wyceniane w pięciu obcych walutach mają ten sam ISIN (DE0007100000), ale nie ten sam symbol giełdowy. Kod ISIN nie może w tym przypadku określać konkretnej transakcji, a oprócz kodu ISIN konieczne jest podanie symbolu giełdowego.